# 1826 TCN
1826 TCN là một năm trước Công nguyên.

## Ý nghĩa
Theo tên gọi, ý nghĩa của năm này tức là:1826 năm nữa thì đến Công nguyên.

## Sự kiện
- Bắt đầu thời kỳ cai trị của Hạ Kiệt.